# ایگور سیموتنکوف
ایگور سیموتنکوف (روسی: Игорь Витальевич Симутенков؛ زادهٔ ۳ آوریل ۱۹۷۳) بازیکن سابق و مربی فوتبال اهل روسیه است. او در حال حاضر به عنوان دستیار مدیر باشگاه زنیت سن پترزبورگ  است.
وی همچنین در تیم‌های ملی فوتبال زیر ۲۱ سال شوروی، زیر ۲۱ سال روسیه، و روسیه بازی کرده‌است.